# Жуков, Алексей Николаевич
Алексей Николаевич Жуков (8 мая 1964, Новосибирск — 30 апреля 2022, там же) — советский пловец в ластах, мастер спорта СССР международного класса.

## Карьера
Алексей пришёл к тренеру новосибирского СКА А. М. Тырину в 12 лет.
Десятикратный чемпион мира. Шестикратный чемпион Европы.
Умер 30 апреля 2022 года, похоронен на Гусинобородском кладбище Новосибирска.